# Valera
Valera é uma cidade venezuelana, capital do município de Valera.